# George Justinian
George Justinian (n. 25 ianuarie 1954, București, România) este un fost jucător român și antrenor de hochei pe gheață.

## Biografie
S-a născut la 24 ianuarie 1954 la București. În jurul vârstei de 11 ani a fost îndrumat la patinoar de un prieten bun din copilărie (Eugen Țone, care ulterior a jucat la Dinamo). Mai jucase înainte handbal la CSȘ 2. Tot acolo a învățat și abc-ul sportului care îi va deveni destin, sub îndrumarea profesorului Virgil Crihan. Printr-un schimb de generații, a trecut la Constructorul, unde a fost îndrumat de profesorul George Niță. După trei ani, fostul hocheist Zoltán Czáka, devenit între timp antrenor, a intuit stofa de hocheist din tânărul Justinian (17 ani pe-atunci), luându-l la Steaua. Acolo au urmat, în mod firesc, convocările la lotul național de juniori, apoi la naționala mare și multe trofee interne, 16 titluri și 18 cupe. A fost fundaș de la începutul până la finalul carierei. O carieră de 18 ani la cel mai înalt nivel, începută în 1970 și încheiată în 1988. E drept, a mai jucat și după 1990, patru ani, la Sportul Studențesc, însă de plăcere.
La echipa națională de seniori a debutat intr-un meci amical cu Bulgaria, în decembrie 1973, pe patinoarul „23 August” din București, totalizând peste 400 de meciuri până în 1985, anul ultimei sale convocări (la Campionatul Mondial din 1985, Grupa B, găzduit de Franța, unde ultimul meci a fost chiar împotriva echipei țării gazdă).
A jucat la Campionatul Mondial de la Viena, singura oară când România a făcut parte din Grupa A (printre altele a învins echipa Statelor Unite, cu 5-4). A mai participat și la Jocurile Olimpice de la Innsbruck când s-a clasat prima în Grupa B (neînvinsă, cu 4 victorii și 1 egal). A jucat și la Jocurile Olimpice de la Lake Placid.
După retragere a lucrat o perioadă în armată, fiind comandant de companie la Steaua. Și-a dat seama însă că armata nu era de el, în 1990 trecând în rezervă, dedicându-se total hocheiului, devenind antrenor. A preluat o grupă de copii la ȘS 6. Apoi a avut o colaborare foarte bună, culmea, cu Dinamo, ieșind campion național la 18 ani. Imediat a renăscut secția de hochei, luând mulți dintre juniorii lui. A urmat o reciprocitate cu Steaua, în care rivalitatea fusese lăsată deoparte pentru binele acelor copii. În paralel a mai antrenat loturile naționale de U18 și U20. Vreo trei ani a pregătit echipa Husky București. De la deschiderea patinoarului din Otopeni se ocupă de copii, unde lucrează cu plăcere în creșeterea viitorilor hocheiști. Deplânge și el penuria de patinoare din zona Capitalei.